# Cephennium gallicum
Cephennium gallicum är en skalbaggsart som beskrevs av Ludwig Ganglbauer 1899. Cephennium gallicum ingår i släktet Cephennium, och familjen glattbaggar. Arten är reproducerande i Sverige.